# Cryptorhopalum submetallicum
Cryptorhopalum submetallicum là một loài bọ cánh cứng trong họ Dermestidae. Loài này được Pic miêu tả khoa học năm 1936.